# Бакенхонсу
Бакенхонсу (*1313 до н. е./1311 до н. е. —1226 до н. е./1224 до н. е.) — давньоєгипетський політичний діяч XIX династії, верховний жрець Амона у Фівах у 1253/1251—1226/1224 роках до н. е. Ім'я перекладається як «Слуга Хонсу».

## Життєпис
Походив зі впливового жрецького роду Фів. Син Роми (Рами), Другого жерця Амона, та Іпуї. У віці 4 років вступив до школи писемності в Фівах, де провів 11 років. У 16 років стає жерцем Амона (найнижча посада), де провів 4 роки. У 20 років стає божественним батьком Амона. У 32 роки стає Третім жерцем Амона. 
У 47 років призначається Другим жерцем Амона. У 59 років (близько 1253/1251 року до н. е.) після смерті Пасера стає верховним жерцем Амона. Перебував на посаді 27 років. Помер напередодні або в рік смерті фараона Рамсеса II. Новим верховним жерцем став брат Бакенхонсу — Ромарой.
Поховано у гробниці ТТ35 в Долині знаті (некрополь Шейх Абд ель-Курна).

## Родина
Дружина — Меретсегер, голова гарему Амона.
Діти:
- Пасер, намісник Фів
- Аменмессе, намісник Фів
- Нефертарі, дружина Тжанефера, Третього жерця Амона